# 朗平县 (唐朝)
朗平县，中国古县名。
唐朝武德四年（621年）置，治所在今广西壮族自治区博白县北。属白州。贞观十二年（638年）废。